# Mistrzostwa Austrii w Skokach Narciarskich 2011
Mistrzostwa Austrii w Skokach Narciarskich 2011 – zawody rozegrane w dniach 7–8 października na dużej skoczni w Bischofshofen i normalnej w Ramsau mające na celu wyłonienie najlepszych skoczków narciarskich w Austrii.
W rozegranym pierwszego dnia zmagań konkursie indywidualnym złoty medal zdobył Gregor Schlierenzauer, pokonując Thomasa Morgensterna i Manuela Fettnera, natomiast konkurs drużynowy wygrała Styria, przed pierwszym składem Tyrolu i Górną Austrią I.

## Wyniki
| Msc. | Zawodnik              | Obszar                        | I seria | II seria | Punkty |
| ---- | --------------------- | ----------------------------- | ------- | -------- | ------ |
| 1.   | Gregor Schlierenzauer | Tyrol, SV Innsbruck Bergisel  | 140,0 m | 138,5 m  | 288,3  |
| 2.   | Thomas Morgenstern    | Karyntia, SV Villach          | 135,5 m | 132,5 m  | 262,5  |
| 3.   | Manuel Fettner        | Tyrol, SV Innsbruck Bergisel  | 132,5 m | 134,0 m  | 262,2  |
| 4.   | Wolfgang Loitzl       | Styria, WSV Bad Mitterndorf   | 131,0 m | 132,5 m  | 258,3  |
| 5.   | Martin Koch           | Karyntia, SV Villach          | 131,0 m | 131,5 m  | 251,0  |
| 6.   | Michael Hayböck       | Górna Austria, UVB Hinzenbach | 120,5 m | 127,5 m  | 223,4  |
| 7.   | Manuel Poppinger      | Tyrol, SV Innsbruck Bergisel  | 115,5 m | 132,5 m  | 221,4  |
| 8.   | Björn Koch            | Tyrol, HSV Absam-Bergisel     | 120,5 m | 125,0 m  | 217,9  |
| 9.   | Andreas Strolz        | Tyrol, SC Arlberg             | 121,0 m | 117,5 m  | 203,8  |
| 10.  | Florian Schabereiter  | Styria, ESV Muerzzuschlag     | 118,0 m | 119,5 m  | 202,5  |
| ...  |                       |                               |         |          |        |

| Msc. | Kraj zw.        | Zawodnicy                                                            | I seria                     | II seria                    | Punkty |
| ---- | --------------- | -------------------------------------------------------------------- | --------------------------- | --------------------------- | ------ |
| 1.   | Styria          | Florian Schabereiter Wolfgang Loitzl Elias Pfannenstill David Zauner | 72,5 m 85,5 m 83,0 m 84,0 m | 81,5 m 73,0 m 89,5 m 88,5 m | 766,5  |
| 2.   | Tyrol I         | Manuel Fettner Andreas Strolz Manuel Poppinger Gregor Schlierenzauer | 81,5 m 80,0 m 93,5 m 77,0 m | 89,0 m 64,5 m 88,5 m 86,5 m | 764,0  |
| 3.   | Górna Austria I | Johannes Obermayr Markus Schiffner David Unterberger Michael Hayböck | 75,0 m 75,5 m 87,5 m 77,0 m | 78,0 m 84,0 m 79,0 m        | 729,5  |
| 4.   | Karyntia        | Florian Gugg Thomas Ortner Lukas Müller Thomas Morgenstern           | 62,0 m 65,0 m 89,5 m 72,0 m | 70,0 m 75,0 m 91,0 m 93,5 m | 677,0  |
| 5.   | Salzburg I      | Christian Reiter Daniel Huber Stefan Kraft Markus Eggenhofer         | 69,5 m 81,0 m 94,5 m 61,0 m | 69,0 m 80,0 m 90,5 m 69,0 m | 668,5  |
| ...  |                 |                                                                      |                             |                             |        |